# VI Krajowy Festiwal Piosenki Polskiej w Opolu
VI Krajowy Festiwal Piosenki Polskiej w Opolu – 6. edycja festiwalu muzycznego, która odbyła się w dniach 27–30 czerwca 1968 roku w Opolu.
Pierwszego dnia w opolskim amfiteatrze wystąpił Centralny Zespół Pieśni i Tańca Wojska Polskiego, który zaprezentował widowisko pt. Piękna nasza Polska cała. W Maratonie Kabaretowym, który odbywał się w auli WSP w Opolu, wystąpili m.in. Jarema Stępowski, Alina Janowska, Wojciech Siemion, Wojciech Młynarski, Jan Pietrzak, Kazimierz Grześkowiak. Maraton prowadził Jacek Fedorowicz. Drugiego dnia festiwalu, po konkursie Premier, odbył się koncert Polska jazzowa pieśń i piosenka.

## Premiery
Konkurs odbył się 28 czerwca 1968 roku.
1. Joanna Rawik i Alibabki – Ikona (muz. Bogusław Klimczuk, sł. Tadeusz Urgacz)
2. Bogdan Czyżewski – Ikona
3. Krzysztof Cwynar – Daj (muz. Jerzy Andrzej Marek, sł. Adam Kreczmar)
4. Jerzy Połomski –  Daj
5. Czerwone Gitary – Niebieskooka (muz. Henryk Klejne, sł. Roman Sadowski)
6. Wiktor Zatwarski – Niebieskooka
7. Skaldowie i Alibabki – Wspólny jest nasz świat (muz. Andrzej Zieliński, sł. Leszek Aleksander Moczulski)
8. Adrianna Rusowicz – Wspólny jest nasz świat
9. Maryla Rodowicz – Zabierz moje sukienki (muz. Andrzej Kurylewicz, sł. Wanda Warska)
10. Wanda Warska – Zabierz moje sukienki
11. Halina Frąckowiak – Za nasz spokojny dom (muz. Edward Pałłasz, sł. Elżbieta Czuryłło)
12. Mieczysław Fogg – Za nasz spokojny dom
13. Teresa Tutinas – Po ten kwiat czerwony (muz. Jerzy Wasowski, sł. Bronisław Brok)
14. No To Co – Po ten kwiat czerwony
15. Stenia Kozłowska – Gdybym Ciebie nie poznała (muz. Seweryn Krajewski, sł. Krzysztof Dzikowski)
16. Partita – Gdybym Ciebie nie poznała
17. Witold Antkowiak – Trudniej wierną być w sobotę (muz. Roman Orłow, sł. Andrzej Bianusz)
18. Danuta Rinn – Trudniej wierną być w sobotę
19. Tadeusz Prokop – Ziemia obiecana (muz. Marek Sart, sł. Ernest Bryll)
20. Ryszard Lisiecki – Ziemia obiecana
21. Wojciech Młynarski – Nie ma Ciebie w moim niebie (muz. Adam Sławiński, sł. Wojciech Młynarski)
22. Hanna Konieczna – Nie ma Ciebie w moim niebie
23. Partita – Za horyzontem (muz. Henryk Kleyne, sł. Andrzej Bianusz)
24. Rena Rolska – Za horyzontem
25. Trubadurzy – Piosenka z kopciuszkiem (muz. Jerzy Mart, sł. Tadeusz Urgacz)
26. Tadeusz Woźniakowski – Piosenka z kopciuszkiem
27. Katarzyna Sobczyk i Czerwono-Czarni – Gdy płoną róże (muz. Edward Pałłasz, sł. Edward Fiszer)
28. Fryderyka Elkana – Gdy płoną róże
29. Andrzej Szajewski – Życie zdarza się tylko raz (muz. Marek Sart, sł. Jan Zalewski)
30. Maria Koterbska – Życie zdarza się tylko raz
31. Stan Borys – To ziemia (muz. Juliusz Loranc, sł. Jonasz Kofta)
32. Alibabki – To ziemia

16 konkursowych piosenek prezentowano w dwóch różnych aranżacjach i wykonaniach.

## Śpiewamy i tańczymy
Koncert odbył się 29 czerwca 1968 roku o godz. 16:30.
1. Stenia Kozłowska – Czy to walc
2. Henryk Fabian – Napiszę do ciebie z dalekiej podróży
3. Tadeusz Woźniakowski – Smutno ci, gorzko ci
4. Dana Lerska – Spróbujmy jeszcze raz
5. Skaldowie – Sen dla mojej dziewczyny
6. Filipinki – Nie powtarzaj się
7. Irena Jarocka – Zegar pięknego dnia
8. Maryla Rodowicz – Co ludzie powiedzą
9. Jolanta Borusiewicz – Komu w drogę, temu czas
10. Fryderyka Elkana – Szukaj mnie
11. Jerzy Połomski – Jest bałałajka
12. Zofia Kamińska – Zimowy walczyk
13. Marianna Wróblewska – Czemu nie chcesz mi się przyśnić?

## Przeboje sezonu
Koncert odbył się 29 czerwca 1968 roku.
1. No To Co
  - Te opolskie dziouchy
  - Gwiazdka z nieba
2. Kwartet Warszawski – Do woja marsz
3. Kwartet Warszawski – Skąd te dziurki w serze
4. Trubadurzy
  - Przyjedź mamo na przysięgę
  - Znamy się tylko z widzenia
5. Krzysztof Cwynar
6. Jan Pietrzak
7. Dana Lerska
8. Czerwone Gitary
  - Moda i miłość
  - Takie ładne oczy
9. Skaldowie
  - Rodzi się ptak
  - Wszystko mi mówi, że mnie ktoś pokochał
10. Irena Jarocka – Gondolierzy znad Wisły
11. Ada Rusowicz i Wojciech Korda – Mamy dla was kwiaty
12. Ada Rusowicz i Wojciech Korda – Czekam na miłość
13. Wanda Warska – Babciny kajet

Podczas całego koncertu wykonano 35 piosenek.

## Mikrofon i Ekran
Koncert odbył się 30 czerwca 1968 roku.
1. No To Co – Po ten kwiat czerwony
2. No To Co – Gdy chciałem być żołnierzem
3. No to Co – Te opolskie dziouchy
4. Trubadurzy – Przyjedź mamo na przysięgę
5. Teresa Tutinas – Jak cię miły zatrzymać
6. Skaldowie – Wszystko mi mówi ze mnie ktoś pokochał
7. Jerzy Połomski – Jest bałałajka
8. Czerwone Gitary
  - Niebieskooka
  - Takie ładne oczy
9. Stan Borys – To ziemia
10. Rena Rolska – Za horyzontem
11. Kazimierz Grześkowiak – Odmieniec
12. Irena Jarocka – Gondolierzy znad Wisły
13. Jan Pietrzak – Spokojnie chłopie
14. Jolanta Borusiewicz – Komu w drogę, temu czas

## Laureaci
- Nagroda Ministerstwa Kultury i Sztuki: Odmieniec (muz. Katarzyna Gärtner i Kazimierz Grześkowiak, sł. Kazimierz Grześkowiak) – wykonanie: Kazimierz Grześkowiak
- Nagroda Przewodniczącego Komitetu ds. Radia i Telewizji: Takie ładne oczy (muz. Seweryn Krajewski, sł. Marek Dagnan) – wykonanie: Czerwone Gitary
- Nagroda Przewodniczącego WRN: Po ten kwiat czerwony (muz. Jerzy Wasowski, sł. Bronisław Brok) – wykonanie: No To Co i Piotr Janczerski
- Nagroda dziennikarzy: Serce (muz. Jan Kanty Pawluśkiewicz, sł. Liliana Wiśniowska, Andrzej Nowicki) – wykonawca: Marek Grechuta

Nagrody specjalne
- Nagroda Komitetu ds. Radia i Telewizji
  - Spokojnie chłopie (muz. Krzysztof Paszek, sł. Jan Pietrzak) – wykonanie: Jan Pietrzak
  - Jak cię miły zatrzymać (muz. Jerzy Andrzej Marek, sł. Adam Kreczmar) – wykonanie: Teresa Tutinas
- Nagroda Prezydium MRN w Opolu: Przyjedź mamo na przysięgę (muz. Henryk Klejne, sł. Edward Fiszer) – wykonanie: Trubadurzy
- Nagroda Towarzystwa Przyjaciół Opola: Jest bałałajka (muz. Henryk Klejne, sł. Tadeusz Urgacz) – wykonanie: Jerzy Połomski
- Wyróżnienie: Wszystko mi mówi, że mnie ktoś pokochał (muz. Andrzej Zieliński, sł. Wojciech Młynarski) – wykonanie: Skaldowie

Znaczną popularnością na festiwalu i kilka miesięcy po nim cieszyła się piosenka Te opolskie dziouchy w wykonaniu zespołu No To Co i Piotra Janczerskiego.